# Marije Titia Elferink-Gemser
Marije Titia (Marije) Elferink-Gemser (Sneek, 7 augustus 1973) is een Nederlands wetenschapper (bewegingswetenschappen en sportwetenschappen) en voormalig schaatsster en wielrenster.
Als schaatser haalde zij haar top in de periode 1996 - 2000, toen zij zich voegde bij de nationale subtop in het langebaanschaatsen. Aangezien zij als sprinter tekortschoot, koos zij later voor het marathonschaatsen. Zij reed daarbij onder meer voor de ploeg van Enkhuizer Almanak
Als wielrenster (1998-2000) reed zij voor de Farm Frites-Hartol-ploeg van Leontien van Moorsel. Ook hier behoorde zij tot de nationale subtop. Hartklachten maakten een einde aan haar sportcarrière.
Na het gymnasium in Sneek doorlopen te hebben ging zij studeren aan de Rijksuniversiteit Groningen. Daar behaalde zij aan de Faculteit Sociale Wetenschappen haar doctoraal. Haar doctoraalscriptie ging daarbij over sportonderzoek. Zij promoveerde aan de Rijksuniversiteit Groningen in 2005 op de dissertatie "Today’s talented youth field hockey players, the stars of tomorrow? A study on talent development in field hockey."
Vanaf 2009 tot in elk geval 2024 is zij werkzaam als universitair hoofddocent 'Sport & Talent' bij de Afdeling Bewegingswetenschappen, Universitair Medisch Centrum Groningen, Rijksuniversiteit Groningen. Haar belangrijkste onderzoeksinteresse ligt op het gebied van prestatieontwikkeling bij kinderen. Haar studies kenmerken zich door hun longitudinale ontwerp, waarbij de focus ligt op onderliggende multidimensionale prestatiekenmerken van zowel jeugdatleten als hun omgeving, en kunnen allemaal worden geplaatst in het Groningen Sport Talent Model (GSTM). bij de Faculteit Medische Wetenschappen, afdeling Bewegingswetenschappen. Zij heeft een groot aantal publicaties en presentaties op haar naam.

## Wetenschappelijke onderscheidingen
- 2004 Young Researcher Award voor de beste mondelinge presentatie op het Young Researcher Seminar "Young elite athletes and education", Universiteit van Innsbruck, Oostenrijk
- 2005 European Young Investigators Award voor de beste mondelinge presentatie op de 10e "Annual Congress of the EuropeanCollege of Sport Sciences (ECSS)", Belgrado, Servië.
- 2005 Eervolle vermelding als decorandus in jaarverslag van de Rijksuniversiteit Groningen
- 2006 NKS Boymans Prijs voor de beste dissertatie op het gebied van toegepast sport onderzoek.

## Records

### Persoonlijke records[4]
| Afstand    | Tijd    | Datum           | Baan       |
| ---------- | ------- | --------------- | ---------- |
| 500 meter  | 45,38   | 26 oktober 1997 | Groningen  |
| 1000 meter | 1.29,20 | 20 oktober 1996 | Heerenveen |
| 1500 meter | 2.14,21 | 2 december 1996 | Heerenveen |
| 3000 meter | 4.35,06 | 5 maart 1999    | Heerenveen |
| 5000 meter | 8.01,39 | 18 januari 1998 | Groningen  |